# 広島県水道広域連合企業団
広島県水道広域連合企業団 (ひろしまけんすいどうこういきれんごうきぎょうだん) は、広島県の14市町に対する水道事業、同県および愛媛県の一部への水道用水供給事業及び工業用水道事業を行う一部事務組合。地方公営企業法の適用団体である。

## 概要・沿革
2016年10月 広島県企業局、地域政策局、健康福祉局が連携し、県として水道事業の広域連携について検討を開始。2019年4月 広島県企業局水道広域連携推進担当を設置。2021年4月 統合による連携に賛同が得られた市町と県で、「広島県における水道事業の統合に関する基本協定」を締結し、企業団の設立に向け「広島県水道企業団設立準備協議会」を設置。広島県企業局水道広域連携推進担当を、広島県企業局企業団設立準備担当に改組。2022年11月 総務省が設立許可申請を許可し、同日付で広島県と１４市町で構成する企業団が設立した。

## 対象区域
- 竹原市、三原市、府中市、三次市、庄原市、東広島市、廿日市市、安芸高田市、江田島市、熊野町、北広島町、大崎上島町、世羅町、神石高原町を対象とする水道事業
- 17市町(県内15市町、愛媛県今治市及び上島町)に対する水道用水供給事業
- 工業用水道事業

## 組織・事業所
- 企業長 - 湯﨑英彦 (広島県知事)
- 副企業長
- 事務局本部
  - 竹原事務所
  - 三原市事務所
  - 府中事務所
  - 三次事務所
  - 庄原事務所
  - 東広島市事務所
  - 廿日市市事務所
  - 安芸高田市事務所
  - 江田島市事務所
  - 熊野事務所
  - 北広島事務所
  - 大崎上島事務所
  - 世羅事務所
  - 神石高原事務所
  - 広島水道事務所

## 議会
議員は、構成団体の長及び議員のうちから、構成団体の議会の選挙により選ばれる。議員の任期は、構成団体の長及び議員の任期により、議員定数は19人。
- 広島県議会 3人
- 東広島市、廿日市市　各2人
- 竹原市、三原市、府中市、三次市、庄原市、安芸高田市、江田島市、熊野町、北広島町、大崎上島町、世羅町、神石高原町　各１人[2]